# Charles Bonaventure Marie Toullier
Charles Bonaventure Marie Toullier, né à Dol-de-Bretagne le 21 janvier 1752 et mort à Rennes le 19 septembre 1835, est un jurisconsulte français.

## Biographie

### La période de l'Ancien Régime
Élevé par sa mère, il fait ses études secondaires à Caen, puis étudie à l'université de Rennes, dont le corps professoral comprend alors MM. Loncle, Drouin, Loisel, Auguste-Marie Poullain-Duparc. Il obtient son doctorat à vingt-cinq ans, le 28 décembre 1776, puis, le 12 avril 1778, par la voie du concours, le titre de professeur agrégé à l'Université de Rennes. Il complète ensuite ses études dans les universités d'Oxford et de Cambridge, où il puise quelques idées de législation comparée, qu'il mettra plus tard à profit. Il occupe sa chaire de professeur jusqu'à la Révolution, alors que passent à Rennes plusieurs hommes devenus célèbres : Lanjuinais, professeur de droit canon, Le Chapellier, Jean Victor Marie Moreau, simple étudiant en droit ; Bigot de Préameneu et de Fermon[précision nécessaire].

### La Révolution française
Patriote en 1789, il ne voit pas sans plaisir les commencements de la Révolution française, comme la plupart des légistes, formés à l'école de Montesquieu et de Voltaire et favorables au système représentatif anglais et aux grands principes de 1789. Toullier est pendant quelque temps administrateur de district, mais se démet bientôt de ses fonctions. Pendant la Terreur, il se montre très dévoué à son frère, prêtre non assermenté, poursuivi par Carrier et traqué de retraite en retraite. Il achète le manoir de Saint-Armel à Bruz.
Il devient juge du tribunal d'Ille-et-Vilaine, puis revient au barreau et défend devant les tribunaux et les conseils de guerre plusieurs accusés pour motifs politiques. En 1799, son nom est porté sur une liste d'otages voués à l'exil et à la détention, mais il est sauvé par le coup d'État du 18 brumaire. De nombreuses contestations élevées entre l'État et des familles d'émigrés sont déférées à son arbitrage.

### La période napoléonienne
Nommé professeur lors de la réorganisation de l'Université, il aurait souhaité la chaire de droit romain, mais obtient celle de droit français. Malgré cette déception, cela nous a valu le remarquable ouvrage composé par lui, et dont ses cahiers, rédigés pour ses cours, contenaient le germe.
En 1811 (il avait presque soixante ans), il commença la publication de son ouvrage, et il reçut sa nomination au décanat, avec une lettre flatteuse de Fontanes, alors grand maître de l'Université. On sait que les opinions politiques ont toujours soulevé beaucoup d'orages en Bretagne, et notamment à Rennes.

### La Restauration
La vie de Toullier reste consacrée à ses devoirs de professeur et à l'achèvement de cet important travail. Elle n'est troublée que par une mésaventure à laquelle il a consacré une préface assez vive placée en tête de son huitième volume.
En 1816, les élèves se servaient de tablettes de bois pour recueillir des notes, en suivant les cours. On trouva sur ces tablettes des espèces de rébus, des lettres initiales qu'on pouvait expliquer en plusieurs sens, dont l'un était infiniment criminel (c'est Toullier même qui le dit). La police en fut instruite plus tôt que les professeurs ; les tablettes furent saisies et l'on punit l'élève jugé coupable. Toullier rendit compte de ce fait à la commission de l'instruction publique, à laquelle le procès-verbal du commissaire de police fut envoyé. Le 31 décembre 1816, elle rendit un arrêté qui suspendait Toullier de ses fonctions de doyen, « vu le procès-verbal portant qu'il avait été trouvé dans les auditoires de la faculté de droit des inscriptions injurieuses au gouvernement légitime, et attendu que les élèves n'avaient pas été convenablement surveillés et qu'il ne leur avait pas été inspiré des sentiments tels que l'État avait droit de les attendre ».
Une ordonnance du 5 février 1817 nomma une commission chargée d'informer contre les élèves coupables. Le roi se réservait de faire connaître sa volonté à l'égard des professeurs. Un inspecteur fut envoyé à Rennes ; des délations furent portées contre les professeurs. Un comité de quelques personnes fut consulté, et le tout fut terminé par un rapport dans lequel Toullier ne fut pas incriminé, mais Jean-Marie Emmanuel Legraverend fut destitué le 12 février 1817. Alors de Corbière, qui a ensuite été ministre de l'intérieur, fut présenté pour la chaire vacante. « Nous avions toujours désiré, dit Toullier, voir M. de Corbière parmi nous. C'est un élève de nos anciennes facultés ; j'avais été son examinateur lors de sa thèse de licence, le 3 avril 1788… Tous mes confrères partageaient mes sentiments pour lui. Il fut présenté… » Si Toullier désirait la nomination de M. de Corbière, il ne s'attendait pas à lui voir décerner le décanat, ce qui ne lui laissait que le titre de doyen d'âge et de services. Voici l'explication que Toullier donne de ce fait : « Les talents de M. de Corbière s'étaient développés à la tribune nationale, il était regardé comme l'un des chefs de l'opposition. Il avait énergiquement manifesté, à la tribune et dans ses rapports imprimés, des opinions contraires à l'université. Le président de la commission le connaissait beaucoup ; il désira peut-être gagner un adversaire aussi redoutable, car on s'attendait à voir attaquer fortement l'université. »
La préface de Toullier, où nous avons puisé ce récit, reconnaît que M. de Corbière pouvait être nommé doyen, les trois années de l'ancien décanat étant expirées. Toullier se plaint seulement d'avoir été accusé et condamné sans preuves. En outre, la nomination de M. de Corbière n'avait pas été précédée de la présentation de deux candidats, ainsi que le voulait l'ordonnance du 17 février 1818. Toullier ne manque pas de rappeler en note que, quelque temps auparavant, dans une circonstance semblable, les confrères de Proudhon à Dijon avaient refusé de le remplacer. Le décanat fut rendu à Toullier en 1830. Il meurt à Rennes le 19 septembre 1835. Il était bâtonnier de l'ordre des avocats de cette ville et membre de l'ordre de la Légion d'honneur.

## Hommages
En 1864, la rue Toullier dans le 5e arrondissement de Paris, proche de la Faculté de droit et de la Sorbonne, fut renommée en hommage. Depuis 2012, l'un des amphithéâtres de la Faculté de droit et de science politique de Rennes porte le nom de Charles Toullier.
Une statue édifiée à son image en 1843, située devant le palais du Parlement de Bretagne, fut démolie en 1960.

## Publications
Les huit premiers volumes de son ouvrage ont été publiés de 1811 à 1818 :
1. Droit civil français suivant l'ordre du Code Napoléon, ouvrage dans lequel on a tâché de réunir la théorie à la pratique, Paris, 1811-1831, 14 vol. in-8º ;
2. Supplément à la première édition des huit premiers volumes du Droit civil français, Paris, 1820, fort vol. in-8º. De 1821 à 1823 ont paru les tomes 9 à 11, avec une table générale à la fin du 11e volume. De 1826 à 1831, les tomes 12 à 14 (contrat de mariage), avec table. Le Journal de la librairie donne les indications suivantes pour les autres éditions : 2e édition, 1820, t. 1 à 3 et 6 ; 3e édit. nihil ; 4e édit., 1824, Paris, t. l à 4, 6 à 9, 10 exemplaires sur papier vélin ; les douze premiers volumes portent la date de mais M. Quérard suppose que les titres ont été réimprimés. Deux tables, l'une des matières et l'autre des articles du code traités dans l'ouvrage, sont dues à M. Morel, successeur de Toullier. 5e édit., Paris, J. Renouard. 1837, vol. in-8º ; t. 15, table des matières par M. Martin Jouaust, 1834, in-8º[3]. L'ouvrage de Toullier a été traduit en allemand, Francfort ; en italien, Naples ; il y a eu trois contrefaçons belges, 1829, 13 vol. in-8º, intitulés 3e édition ; vol. grand in-8º, 28 livraisons ; 1834, vol, in-8º ; éloge de Toullier, prononcé le 24 novembre 1836 à la reprise des conférences de l'ordre des avocats, par M. Paulmier, avocat (Observateur des tribunaux, journal des documents judiciaires, par Eugène Roch, t. 12).

L'ouvrage de Toullier a donné lieu aux publications suivantes :
1. Dissertation sur l'art. 585 du code civil, et réfutation de la doctrine de M. Toullier sur une question née de cet article, par Le Guével, Rennes, in-8º, 64 pages ;
2. Annotations critiques sur la doctrine de Toullier dans son traité du droit civil français, suivant l'ordre du code, recueillies sur les cinq premiers volumes contenant la matière des premier et deuxième du troisième livre du code civil, par P.-J. Spinnael, avocat à la cour supérieure de justice, à Bruxelles, Gand et Lille, 1825, in-8º de v et 193 pages ;
3. Annotations, etc., recueillies sur les volumes 6 à 11, contenant la matière du titre 3, 3e livre du code civil, par. le même, Gand, Debuscher et fils ; Lille, 1825, in-8º de v et 147 pages.
4. Lettres adressées à M. Toullier, etc., sur quelques erreurs énoncées dans le titre 12 du cours du droit français, relatives à la communauté des époux, par M. le Guével, Paris, 1828, in-8º de pages ; une première lettre du même, 1827, in-8º de 16 pages. Ces lettres et des observations de M. Demanté, dans la Thémis, sur la doctrine de Toullier, quant au mariage, ont été réunies sous ce titre : Appendice au tome 12 du Droit civil français, par M. Toullier, Bruxelles, 1828, in-8º. Toullier et Merlin marquent la transition entre l'ancienne doctrine et la nouvelle. Le Répertoire de jurisprudence applique les principes aux espèces ; l'ouvrage de Toullier est théorique. Toullier se vantait avec raison d'avoir introduit la philosophie dans l'étude du droit ; de là le point de vue élevé auquel il se place toujours. Son style est clair, qualité bien importante chez un jurisconsulte, et s'il est quelquefois diffus, il n'est pas dénué d'élégance. L'ouvrage manque de proportion : les commencements ne sont pas développés, mais le Traité sur la propriété et ses modifications annonce l'auteur du Traité des obligations. Dans son Traité des obligations, il a surpassé Pothier, dit M. Dupin (Lettres sur la profession d'avocat), qui l'appelle le Pothier moderne. C'est, ajoute-t-il, le plus parfait des ouvrages qui ont paru sur le code. » Suivant Merlin, l'ouvrage de Toullier est plus savant, plus fortement raisonné et mieux distribué que Pothier. Le Traité du contrat de mariage qui suit est loin de valoir le Traité des obligations ; il se ressent de la vieillesse de l'auteur.

« Toullier, dit un jurisconsulte célèbre, appartient par sa renommée à tous les barreaux de France. » (Discours d'ouverture à la cour de cassation, 1835)

## Source
- « Charles Bonaventure Marie Toullier », dans Louis-Gabriel Michaud, Biographie universelle ancienne et moderne : histoire par ordre alphabétique de la vie publique et privée de tous les hommes avec la collaboration de plus de 300 savants et littérateurs français ou étrangers, 2e édition, 1843-1865 [détail de l’édition]